# Baconin Borzacchini

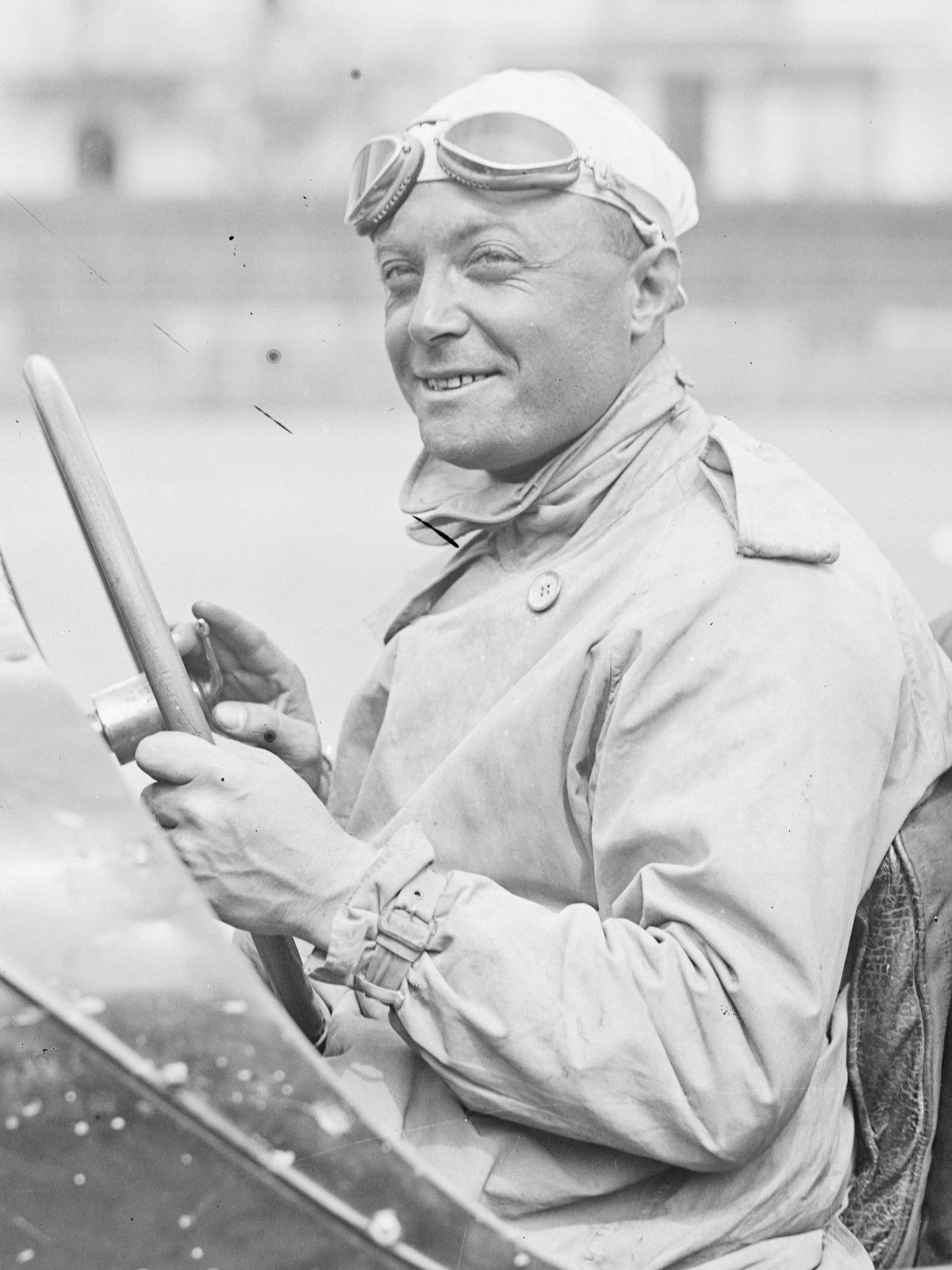
Baconin Borzacchini 1930

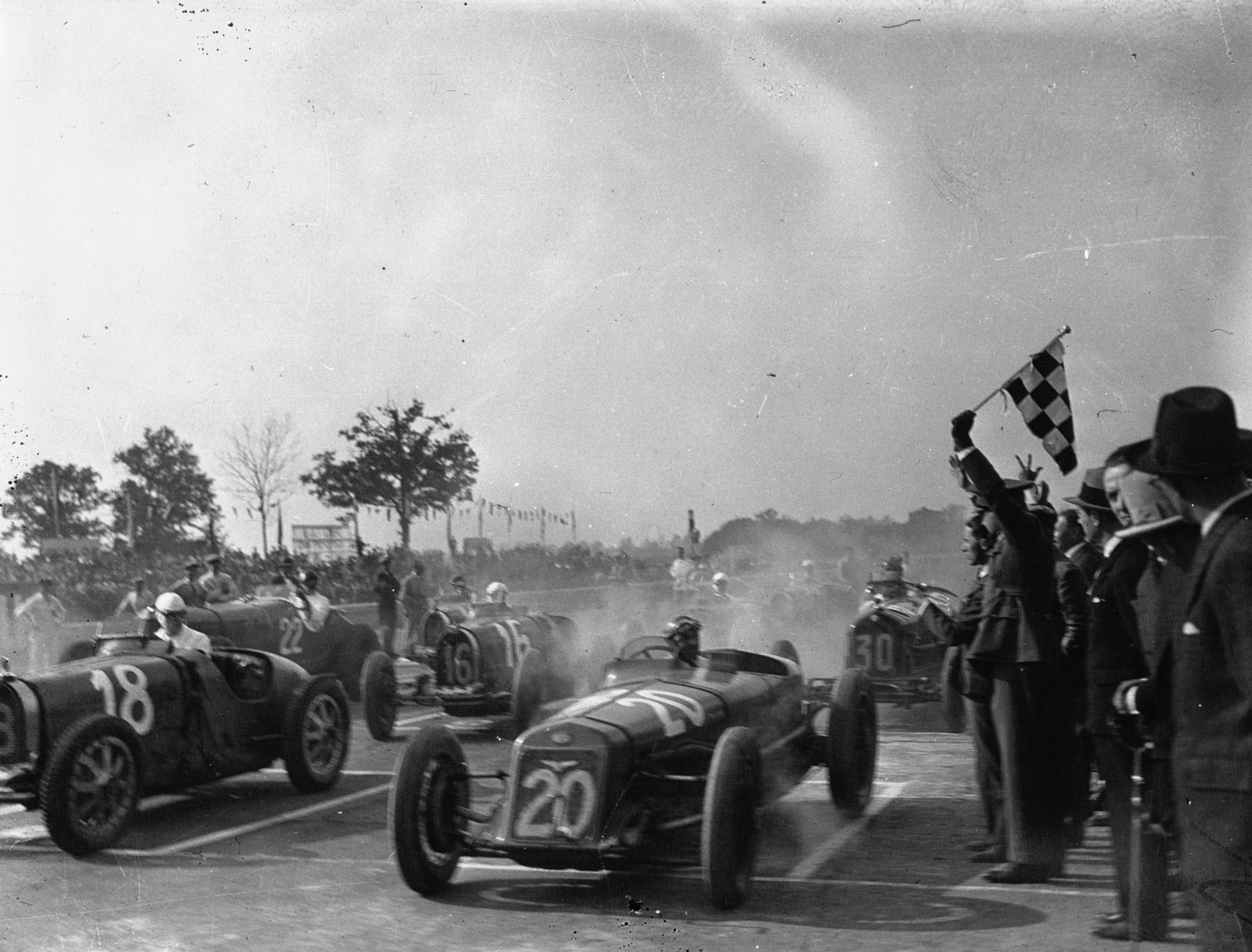
Start zum Großen Preis von Italien 1931: der Alfa Romeo 8C von Borzacchini und Ferdinando Minoia mit der Startnummer 30 geht vom fünften Startplatz aus ins Rennen

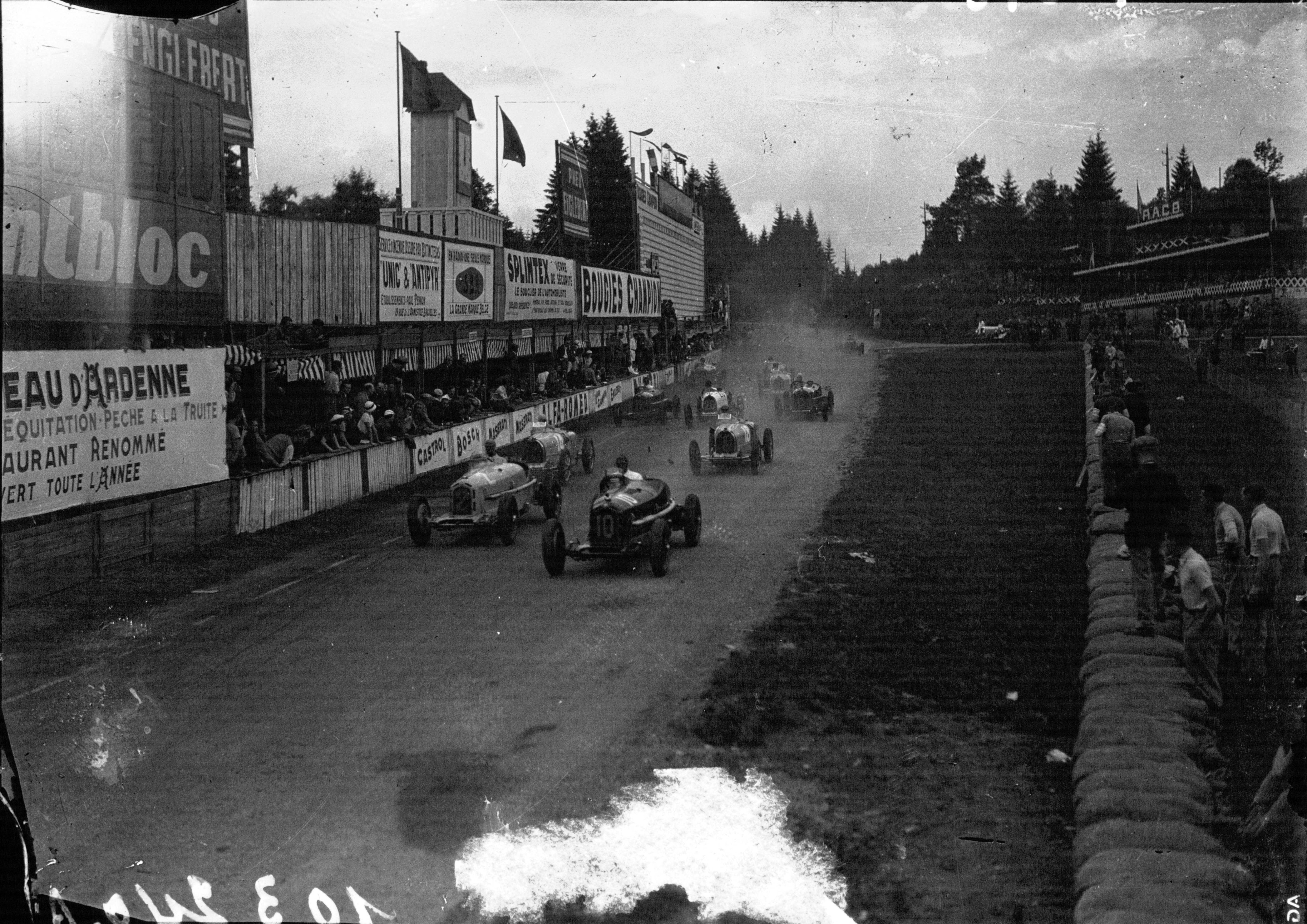
Start zum Großen Preis von Belgien 1933: Borzacchini (rechts) startet mit seinem Alfa Romeo 8C der Scuderia Ferrari aus der ersten Startreihe

Mario Umberto Baconin Borzacchini (* 28. September 1898 in Terni; † 10. September 1933 in Monza) war ein italienischer Automobilrennfahrer.

## Karriere
Nach der Geburt erhielt Borzacchini von seinen Eltern die Vornamen Baconino Francesco Domenico. Der erste Vorname Baconino hatte einen Bezug zum russischen Revolutionär und Anarchisten Michail Alexandrowitsch Bakunin, dessen Gesellschaftlichen Theorien seine Eltern sich verbunden fühlten. Als nach der Machtergreifung von Benito Mussolini 1922 der Einfluss der Faschisten auf das Leben in Italien immer größer und Borzacchini andererseits immer bekannter wurde, änderte er seine Vornamen nach mehreren Interventionen in Mario Umberto.
Nach der Pflichtschule begann er 1912 in seiner Heimatstadt Terni eine Ausbildung zum Mechaniker für Automobile, die durch den Beginn des Ersten Weltkriegs unterbrochen wurde. Nach dem Krieg fuhr er zuerst Motorradrennen und stieg 1926 in den Automobilsport ein. Erste Erfolge erzielte er bei Bergrennen in Italien. Einer breiteren Sportöffentlichkeit wurde er in den späten 1920er-Jahren bekannt. Bei den Targa Florios 1926 und 1927 gewann er jeweils die Klasse für Fahrzeuge bis 1,1-Liter-Hubraum.
1928 wurde er Werksfahrer bei Maserati, stellte einige Geschwindigkeitsrekorde auf und ging 1930 beim 500-Meilen-Rennen von Indianapolis an den Start. Nach Problemen mit dem Magnetzünder musste er das Rennen aber schon nach drei Runden aufgeben. Mit dem Eintritt in die 1929 von Enzo Ferrari gegründete Scuderia Ferrari begann der schnelle Aufstieg vom italienischen zum internationalen Spitzenfahrer. Im Juli 1931 siegte er bei der Coppa Principe di Piemonte vor seinem Teamkollegen Francesco Severi. Die Targa Florio beendete er als Zweiter; diese Position erreichte er auch bei den Grand-Prix-Rennen von Monza, Italien, Belgien und Frankreich.
1932 gewann er seine erste und einzige Mille Miglia und wurde hinter seinem Teamkollegen Tazio Nuvolari in diesem Jahr Gesamtzweiter in der Grand-Prix-Europameisterschaft. 1933 kehre er zu Maserati zurück und verunglückte im Herbst tödlich.

## Tod in Monza
Im Rahmen des Großen Preises von Italien auf dem Autodromo Nazionale Monza im September 1933 wurde auch der Gran Premio di Monza ausgefahren; dieses Rennen gilt als eine der schwärzesten Stunde in der Geschichte dieser Rennstrecke. Den ersten Lauf auf der zehn Kilometer langen Strecke inklusive der Steilkurven gewann Stanisław Czaykowski auf einem Bugatti T54 vor den beiden Alfa-Romeo-Piloten Guy Moll und Felice Bonetto. Carlo Felice Trossis 4,5-Liter-Duesenberg hatte während des Rennens Öl verloren, das vor allem in der Curva Sud die Strecke stark verschmutzte. Streckenarbeiter versuchten die Ölpfützen mit Sand zu binden, was zu einem unglücklichen, extrem rutschigen Gemisch auf dem Belag führte. Obwohl sich unter den Fahrern Ummut über die mangelhafte Arbeit der Streckenposten breit machte, wurde der zweite Lauf um 15 Uhr gestartet.
Schon in der ersten Runde nahm das Verhängnis seinen Lauf. Der in Führung liegende Giuseppe Campari verlor in besagter Kurve die Kontrolle über seinen Alfa Romeo Tipo B; der Wagen begann zu schleudern, prallte in die als Barriere dienenden Ölfässer, überschlug sich und kam mit den Rädern nach oben im Gestrüpp neben der Strecken zu liegen. Der unter dem Wagen eingeklemmte Campari war auf der Stelle tot. Borzacchini, der an zweiter Stelle lag, kam beim Versuch, dem Alfa Romeo auszuweichen, ebenfalls von der Strecke ab. Er wurde aus seinem Maserati 8CM geschleudert und blieb mit schweren Verletzungen am Streckenrand liegen. Er wurde in ein Krankenhaus eingeliefert, starb aber wenige Stunden später. Obwohl Nando Barbieri und Luigi Castelbarco ebenfalls verunfallten (aber kaum verletzt wurden) wurde das Rennen weder unter- noch abgebrochen.
Der Umstand, dass ein Fahrer gestorben war und ein zweiter mit schweren Verletzungen im Krankenhaus lag, hinderte die Veranstalter nicht daran, den dritten Lauf zu starten, bei dem Stanisław Czaykowski ums Leben kam.
Borzacchini wurde in seiner Heimatstadt begraben. Das Autodromo dell’Umbria ist ebenso nach ihm benannt wie der Asteroid (6923) Borzacchini. Außerdem trug ihm zu Ehren Ternana Calcio, der Fußballverein seiner Heimatstadt, zwischen 1934 und 1943 den Namen Polisportiva Fascista Mario Umberto Borzacchini.

## Statistik

### Vorkriegs-Grands-Prix-Ergebnisse
| Saison | 1     | 2    | 3    | 4 | 5 | Punkte | Position |
| ------ | ----- | ---- | ---- | - | - | ------ | -------- |
| 1931   |       |      |      |   |   | —      | —        |
| 1931   | DNF 1 | 2. 2 | 2. 1 |   |   | —      | —        |
| 1932   |       |      |      |   |   | 8      | 2.       |
| 1932   | 3     | 2    | 3    |   |   | 8      | 2.       |
| 1933   |       |      |      |   |   | —      | —        |
| 1933   | 2.    | DNS  | DNF  |   |   | —      | —        |

| Legende  | Legende                                                                   | Legende                                                                   | Legende   |
| Farbe    | Bedeutung                                                                 | Bedeutung                                                                 | EM-Punkte |
| -------- | ------------------------------------------------------------------------- | ------------------------------------------------------------------------- | --------- |
| Gold     | Sieg                                                                      | Sieg                                                                      | 1         |
| Silber   | 2. Platz                                                                  | 2. Platz                                                                  | 2         |
| Bronze   | 3. Platz                                                                  | 3. Platz                                                                  | 3         |
| Grün     | Klassifiziert, mehr als 75% der Renndistanz zurückgelegt                  | Klassifiziert, mehr als 75% der Renndistanz zurückgelegt                  | 4         |
| Blau     | nicht punkteberechtigt, zwischen 50% und 75% der Renndistanz zurückgelegt | nicht punkteberechtigt, zwischen 50% und 75% der Renndistanz zurückgelegt | 5         |
| Violett  | nicht punkteberechtigt, zwischen 25% und 50% der Renndistanz zurückgelegt | nicht punkteberechtigt, zwischen 25% und 50% der Renndistanz zurückgelegt | 6         |
| Rot      | nicht punkteberechtigt, weniger als 25% der Renndistanz zurückgelegt      | nicht punkteberechtigt, weniger als 25% der Renndistanz zurückgelegt      | 7         |
| Farbe    | Abkürzung                                                                 | Bedeutung                                                                 | EM-Punkte |
| Schwarz  | DSQ                                                                       | disqualifiziert (disqualified)                                            | 8         |
| Weiß     | DNS                                                                       | nicht gestartet (did not start)                                           | 8         |
| Weiß     | DNA                                                                       | nicht erschienen (did not arrive)                                         | 8         |
| sonstige | P/fett                                                                    | Pole-Position                                                             | 8         |
| sonstige | SR/kursiv                                                                 | Schnellste Rennrunde                                                      | 8         |
| sonstige | DNF                                                                       | Rennen nicht beendet (did not finish)                                     | 8         |